# Testoride argonauta
Testoride argonauta es un dramma per musica en dos actos con música de João de Sousa Carvalho y libreto de Gaetano Martinelli. Se estrenó el 5 de julio de 1780 en el Palacio Queluz de Lisboa.

## Historia
Este trabajo de Carvalho en tiempos modernos se ha repuesto y grabado sólo una vez, en París, el 3 de febrero de 1990: la ejecución fue confiada a la Orchestra Baroque du Clemencic Consort, con dirección de René Clemencic.